# Rogas ashmeadi
Rogas ashmeadi är en stekelart som beskrevs av Watanabe 1957. Rogas ashmeadi ingår i släktet Rogas och familjen bracksteklar. Inga underarter finns listade i Catalogue of Life.